# Amaury Vassili
Amaury Vassili Chotard, (ur. 8 czerwca 1989 w Rouen) – francuski śpiewak operowy.

## Życiorys

### Kariera

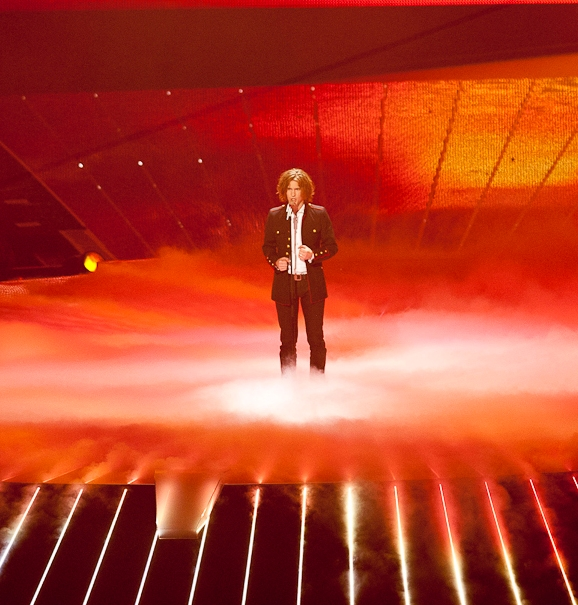
Vassili podczas występu w finale 56. Konkursu Piosenki Eurowizji w Düsseldorfie, maj 2011

W wieku dziewięciu lat podjął naukę śpiewu w szkole muzycznej w Rouen Alberta i Elizabeth Amsallem. W 2004 zajął pierwsze miejsce na festiwalu Coupe de France de la chanson française. W 2009 wydał debiutancki album studyjny pt. Vincerò, za który otrzymał status podwójnej platynowej płyty za wysoką sprzedaż w kraju.
W listopadzie 2010 wydał drugi pt. Canterò. 27 stycznia 2011 został ogłoszony reprezentantem Francji z korsykańskojęzyczną piosenką „Sognu” w finale 56. Konkursie Piosenki Eurowizji organizowanego w Düsseldorfie. 14 maja 2011 zajął 15. miejsce w finale konkursu oraz odebrał Nagrodę Kompozytorów im. Marcela Bezençona. 26 maja 2012 był sekretarzem podającym francuskie punkty w finale 57. Konkursu Piosenki Eurowizji. W październiku 2012 wydał album pt. Una parte di me, a dwa lata później premierę miał jego czwarty album pt. Amaury Vassili chante Mike Brant, na którym umieścił swoje covery piosenek Mike’a Branta. W 2018 wydał piąty album, zatytułowany po prostu Amaury.

## Dyskografia

### Albumy studyjne
| Rok  | Album | Pozycja na liście | Pozycja na liście | Pozycja na liście |
| Rok  | Album | FRA               | BEL (WAL)         | SWI               |
| ---- | --- | ----------------- | ----------------- | ----------------- |
| 2009 | Vincerò - Wydany: 6 lutego 2009 - Wytwórnia: Warner Music - Format: CD, digital download                                 | 9                 | 31                | –                 |
| 2010 | Canterò - Wydany: 26 listopada 2010 - Wytwórnia: Warner Music - Format: CD, digital download                             | 8                 | 18                | 76                |
| 2012 | Una parte di me - Wydany: 22 października 2012 - Wytwórnia: Warner Music - Format: CD, digital download                  | 15                | 23                | –                 |
| 2014 | Amaury Vassili chante Mike Brant - Wydany: 27 października 2014 - Wytwórnia: Warner Music - Format: CD, digital download | 7                 | 10                | –                 |
| 2018 | Amaury - Wydany: 18 maja 2018 - Wytwórnia: - Format: CD, digital download                                                | –                 | –                 | –                 |